# Nicolás Freire
Nicolás Omar Freire (Santa Lucía, 18 februari 1994) is een Argentijns voetballer die bij voorkeur als centrale verdediger speelt. Ook zijn vader Omar Freire was profvoetballer.

## Carrière
Hij stroomde in 2011 door vanuit de jeugd van AA Argentinos Juniors. Op 12 augustus 2017 werd hij verkocht aan CA Torque uit Uruguay. Die club, onderdeel van de City Football Group, verhuurde hem op 31 augustus tot medio 2019 aan PEC Zwolle. Op 29 juni werd zijn huurcontract ontbonden nadat hij in het eerste seizoen geen onuitwisebare indruk heeft achtergelaten in Zwolle. Na uitleenbeurten aan Palmeiras en LDU Quito werd hij verkocht aan het Mexicaanse UNAM. Die club verhuurde hem achtereenvolgens aan Olympiakos Piraeus en Inter Miami, waar hij ploeggenoot werd van onder andere Lionel Messi en Luis Suárez.

## Clubstatistieken
| Seizoen                   | Club               | Competitie         | Competitie | Competitie | Beker | Beker | Internationaal | Internationaal | Overig | Overig | Totaal | Totaal |
| Seizoen                   | Club               | Competitie         | Wed.       | Dlp.       | Wed.  | Dlp.  | Wed.           | Dlp.           | Wed.   | Dlp.   | Wed.   | Dlp.   |
| ------------------------- | ------------------ | ------------------ | ---------- | ---------- | ----- | ----- | -------------- | -------------- | ------ | ------ | ------ | ------ |
| 2012/13                   | Argentinos Juniors | Primera División   | 12         | 0          | 0     | 0     | —              | —              | —      | —      | 12     | 0      |
| 2013/14                   | Argentinos Juniors | Primera División   | 11         | 1          | 1     | 0     | —              | —              | —      | —      | 12     | 1      |
| 2014                      | Argentinos Juniors | Primera B Nacional | 2          | 0          | 0     | 0     | —              | —              | —      | —      | 2      | 0      |
| 2015                      | Argentinos Juniors | Primera División   | 19         | 1          | 1     | 0     | —              | —              | —      | —      | 20     | 1      |
| 2016                      | Argentinos Juniors | Primera División   | 10         | 0          | 1     | 1     | —              | —              | —      | —      | 11     | 0      |
| 2016/17                   | Argentinos Juniors | Primera B Nacional | 39         | 2          | 1     | 0     | —              | —              | —      | —      | 40     | 2      |
| 2017/18                   | CA Torque          | Segunda División   | 0          | 0          | 0     | 0     | —              | —              | —      | —      | 0      | 0      |
| 2017/18                   | → PEC Zwolle       | Eredivisie         | 18         | 1          | 3     | 0     | —              | —              | —      | —      | 21     | 1      |
| Carrière totaal           | Carrière totaal    | Carrière totaal    | 111        | 5          | 7     | 1     | 0              | 0              | 0      | 0      | 118    | 6      |
| Bijgewerkt tot 6 mei 2018 |                    |                    |            |            |       |       |                |                |        |        |        |        |